# James-Simon-Galerie
De James Simon Galerie is de naam van het in 2019 geopende centraal bezoekerscentrum van het Museumsinsel in Berlijn. Het wordt gebouwd tussen het Neues Museum en de Kupfergraben, de westelijke arm van de Spree, ook Spreekanaal genoemd. Het gebouw wordt ontworpen door architect David Chipperfield en is vernoemd naar James Simon (1851-1932) die met zijn grote giften de Berlijnse musea ondersteunde.
De grote schare toeristen vormen de reden voor de bouw. Als alle musea zijn gerestaureerd worden per jaar 4 miljoen bezoekers verwacht.  De James Simon Galerie moet dienen om die toestroom in goede banen te leiden. Daarnaast biedt de galerie een auditorium, ruimte voor tijdelijke tentoonstellingen, winkels en horeca.
De bouwtijd van het centrum liep van 2009 tot 2018. De James-Simon-Galerie werd in aanwezigheid van Bondskanselier Angela Merkel op 12 juli 2019 plechtig geopend.

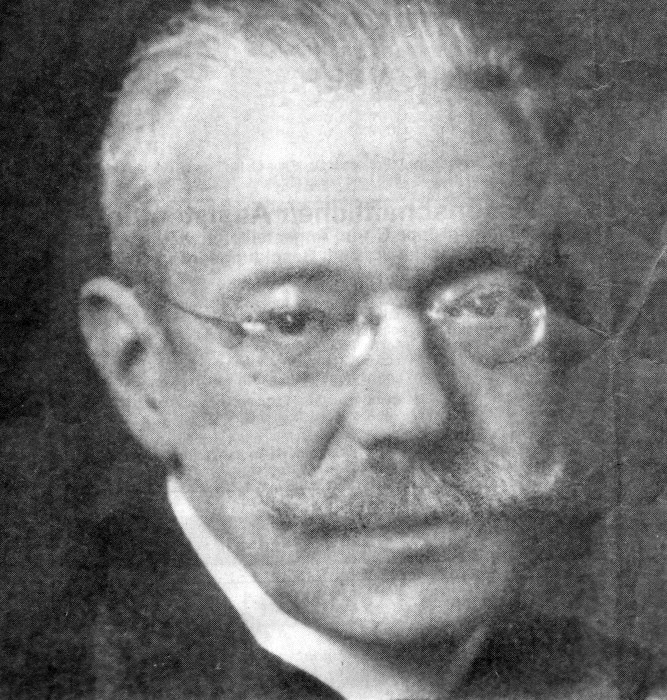
James Simon

Alte Nationalgalerie · 
Altes Museum · 
Bode-Museum · 
James-Simon-Galerie · 
Neues Museum · 
Pergamonmuseum